# Annitella
Annitella is een geslacht van schietmotten uit de familie van de Limnephilidae. Het geslacht werd voor het eerst wetenschappelijk beschreven door Klapálek in 1907.

## Soorten
Het genus bevat de volgende soorten:

- Annitella amelia Sipahiler, 1998
- Annitella apfelbecki (Klapalek, 1899)
- Annitella cabeza Sipahiler, 1998
- Annitella chomiacensis (Dziedzielewicz, 1908)
- Annitella dziedzielewiczi Schmid, 1952
- Annitella esparraguera (Schmid, 1952)
- Annitella iglesiasi Gonzalez & Malicky, 1988
- Annitella jablanicensis Oláh, 2014
- Annitella kosciuszkii Klapalek, 1907
- Annitella lalomba Sipahiler, 1998
- Annitella lateroproducta (Botosaneanu, 1952)
- Annitella obscurata (McLachlan, 1876)
- Annitella ostrovicensis Oláh, 2012
- Annitella pyrenaea (Navás, 1930)
- Annitella sanabriensis (Gonzalez & Otero, 1985)
- Annitella thuringica (Ulmer, 1909)
- Annitella transylvanica Murgoci, 1957
- Annitella triloba Marinkovic-Gospodnetic, 1957